# Broșteni (Mehedinți)
Broșteni è un comune della Romania di 2982 abitanti, ubicato nel distretto di Mehedinți, nella regione storica dell'Oltenia. 
Il comune è formato dall'unione di 6 villaggi: Broşteni, Căpățânești, Luncşoara, Lupșa de Jos, Lupșa de Sus, Meriș.